# Кросс-Харбор (тоннель)

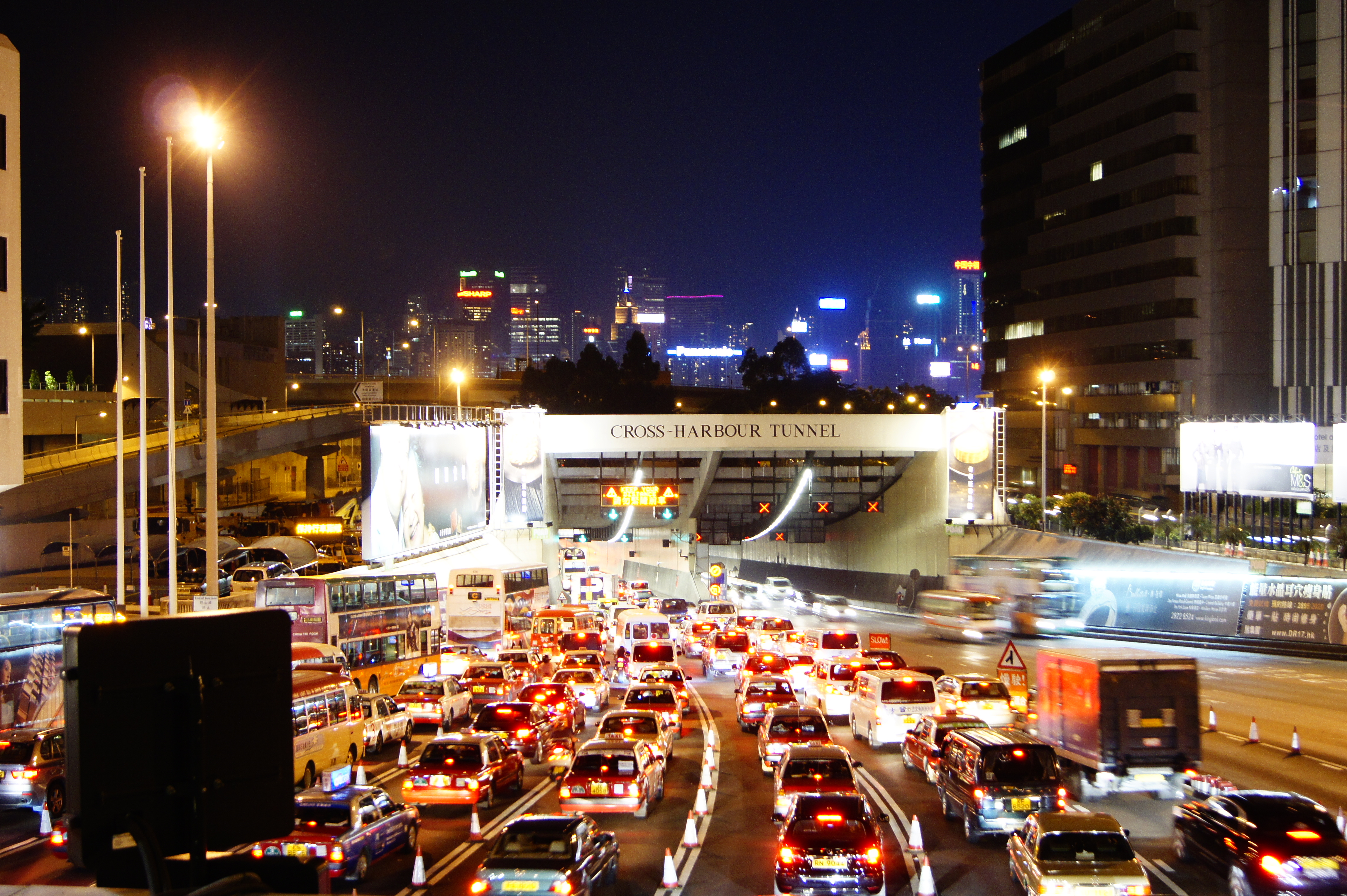
Въезд со стороны Коулуна

Тоннель Кросс-Харбор (Cross-Harbour Tunnel, 海底隧道, также известен по аббревиатуре CHT) — первый туннель в Гонконге, построенный под водами бухты Виктория.
Связывает остров Гонконг (район Козуэй-Бей) и полуостров Коулун (районы Чимсачёй-Ист и Хунхам). Состоит из двух стальных автодорожных туннелей (каждый имеет две полосы движения), которые помещены в единую железобетонную секцию, опущенную на морское дно и присоединённую к предыдущей секции. Длина туннеля составляет 1,86 км.
Туннель Кросс-Харбор открыт для движения 2 августа 1972 года (первый из трёх автомобильных туннелей, пересёкших бухту Виктория). Построен частными инвесторами (основанной в 1965 году Cross-Harbour Tunnel Company), однако по окончании концессии в августе 1999 года перешёл под управление Гонконгского правительства (с 1 ноября 2010 года оператором туннеля на основе заключённого контракта является британская компания Serco Group). Один из самых загруженных туннелей мира (в 2013 году ежедневный трафик через Кросс-Харбор достигал 120 тыс. транспортных средств при расчётной мощности туннеля в 78 тыс. транспортных средств).

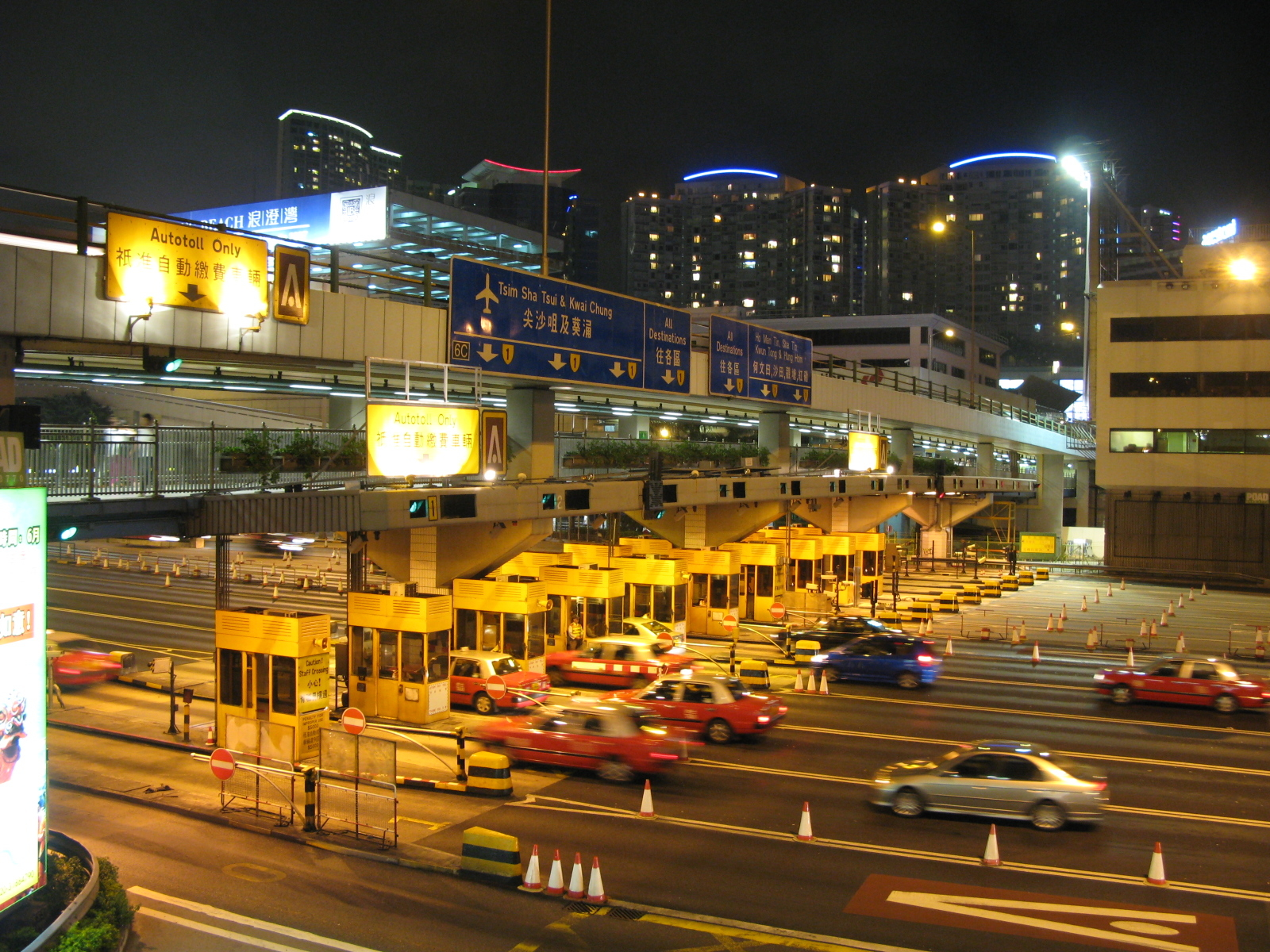
Кабинки для приёма платы за проезд

До строительства туннеля Кросс-Харбор основным средством пересечения бухты для пассажиров и автомобилей были паромы компании Star Ferry. На южной оконечности туннеля, в районе Козуэй-Бей, был существенно расширен остров Келлетт (в результате насыпных работ он слился с островом Гонконг и превратился в полуостров). На северной оконечности была засыпана существенная часть залива Хунхам (сейчас там расположена площадь с 14 полосами для оплаты проезда через туннель).
В 1972 году плата за проезд для частных автомобилей составляла 5 гонк. долл. (в 1984 году увеличилась до 10 долл., а в 1999 году — до 20 долл.), для такси — 5 гонк. долл. (в 1984 году увеличилась до 10 долл.), для лёгких коммерческих автомобилей — 10 гонк. долл. (в 1984 году увеличилась до 15 долл.), для тяжёлых коммерческих автомобилей — 20 гонк. долл. (в 1984 году увеличилась до 25 долл., а в 1992 году — до 30 долл.). Ежегодно работники туннеля собирают за проезд около 700 млн. гонк. долларов.
Через туннель проходит автострада №1, связывающая районы Абердин и Сатхинь, а также десятки автобусных маршрутов компаний Kowloon Motor Bus, New World First Bus и Citybus. Из-за интенсивного движения в часы пик на выездах из туннеля нередко наблюдаются пробки.
Кросс-Харбор служит местом действия фильма «Ударная волна» (Shock Wave, 拆彈專家), снятого в 2017 году. По сюжету, тоннель захватили террористы, которым противостоит полицейский в исполнении Энди Лау.  